# Niederpallen
Niederpallen (luxembourgeois : Nidderpallen) est une section de la commune luxembourgeoise de Redange-sur-Attert située dans le canton de Redange.

## Géographie
C’est au sud-est du village que le ruisseau Naerdenerbaach se jette dans la Pall, un affluent de l’Attert.